# Macizo del Ngorongoro
El macizo del Ngorongoro (en inglés: Crater Highlands, lit. 'colinas del cráter') es una zona montañosa de origen volcánico localizada al norte de Tanzania. 
Enmarcado por las llanuras del Serengeti, en el noroeste, el lago Natron, en el norte, el lago Manyara, en el sur, y  el lago Eyasi, en el sureste, el macizo está incluido en la zona de conservación de Ngorongoro y forma parte del distrito de Ngorongoro de la región de Arusha.
El macizo debe su nombre al cráter de Ngorongoro, que está en su centro. Los otros cráteres y cumbres principales son el cráter Ela Naibori, el monte Kitumbeine, el monte Gelai, el monte Loolmalasin, el Ol Doinyo Lengaï y las colinas de Meto.  Estos volcanes y cráteres volcánicos se formaron gracias a la apertura de la rama oriental del Rift de África Oriental y se inscriben entre dos horsts orientados suroeste-noreste.
Único relieve notable de la región, este macizo detiene las lluvias que llegan desde el sureste y este de ambos monzones, atrayendo así la fauna salvaje durante la migración o de manera permanente. En este espacio restringido, con condiciones climáticas excepcionalmente favorables, cohabitan la mayoría de las especies animales de África.

## Referencias

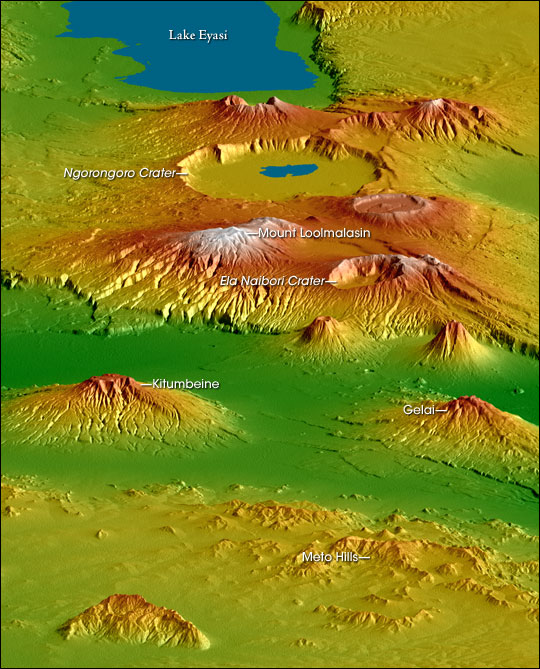
Mapa topográfico del macizo del Ngorongoro visto hacia el sur